# Ruellia adenostachya
Ruellia adenostachya är en akantusväxtart som beskrevs av Gustav Lindau. Ruellia adenostachya ingår i släktet Ruellia och familjen akantusväxter. Inga underarter finns listade i Catalogue of Life.